# Tournon (Saboia)
Tournon é uma comuna francesa na região administrativa de Auvérnia-Ródano-Alpes, no departamento de Saboia. Estende-se por uma área de 4,86 km². Em 2010 a comuna tinha 624 habitantes (densidade: 128,4 hab./km²).